# Eupsilia tripunctata
Eupsilia tripunctata är en fjärilsart som beskrevs av Butler 1878. Eupsilia tripunctata ingår i släktet Eupsilia och familjen nattflyn. Inga underarter finns listade i Catalogue of Life.